# Bregentved
Bregentved är ett danskt gods i Faxe kommun, nordost om Næstved.
Bregentved, som omtalas första gången på 1200-talet, skänktes av Fredrik V till hans gunstling Adam Gottlob Moltke och gjordes till huvudgård i det 1750 upprättade grevskapet Bregentved, vilket 1919 övergick till fri egendom, fortfarande inom släkten Moltke. Det nuvarande slottet är uppfört 1887-91, från äldre tid kvarstår en kyrkflygel innehållande ett praktfullt barockkapell.